# New Palestine
New Palestine est une municipalité située dans le comté de Hancock, dans l’État de l'Indiana, aux États-Unis. Lors du recensement de 2020, elle comptait 2 744 habitants.